# Université de Cape Coast
L'université de Cape Coast (en anglais : University of Cape Coast) est une université publique située à Cape Coast, la capitale de la Région du Centre, au Ghana.

## Personnalités liées à l'université

### Étudiants
- Jane Naana Opoku-Agyemang, ministre et première vice-chancelière d'une université publique ghanéenne
- Aba Andam,  physicienne des particules ghanéenne.
- Juliet Asante, cinéaste, entrepreneuse et militante.
- Barbara Ayisi Asher, femme politique ghanéenne.